# Thecodontosaurus
Thecodontosaurus är ett släkte av växtätande basala dinosaurier, tillhörande underordningen sauropodomorpher, som levde under sena Triasperioden.
De mest kända lämningarna av Thecodontosaurus är de som hittats i södra England.
Thecodontosaurus var ett litet djur, cirka två meter långt, och gick på två ben. Det är en av de första dinosaurierna som upptäcktes och en av de äldsta som fanns.
Antalet arter är omstridd. Några verk listar endast typarten Thecodontosaurus antiquus och Thecodontosaurus minimus. Andra källor listar fyra arter.